# Johann Knauth
Johann Knauth, né le 18 décembre 1864 à Cologne et mort le 8 février 1924 à Gengenbach en Allemagne, est un architecte allemand.
Architecte en chef de la cathédrale de Strasbourg à partir de 1905, c’est à lui que l’on doit le sauvetage de sa flèche, menacée d'écroulement à la suite d'un affaissement des fondations.

## Biographie

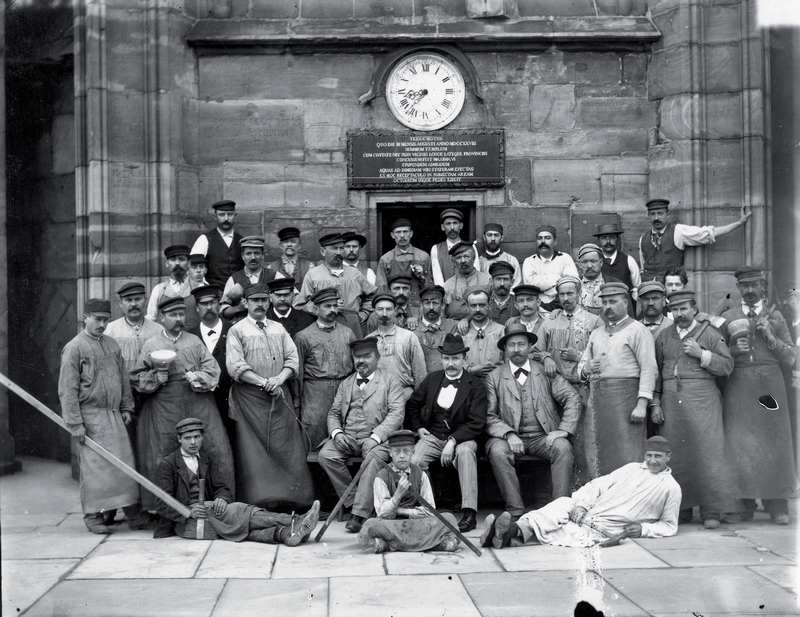
Johann Knauth (en veste noire) au milieu d’un groupe d’ouvriers de l’Œuvre Notre Dame à Strasbourg vers 1905.

Johann Knauth est né le 18 décembre 1864 à Cologne ; il est le fils d’Adolph Nicolaus Knauth, rentier, et de Mathilde Grenel (ou Greuel). Il effectue son apprentissage sur le chantier de la cathédrale de sa ville natale, dirigé par l’architecte Franz Schmitz (de), et participe ainsi à l’érection des deux tours, dont la construction est achevée en 1880. Dix ans plus tard, en 1891, il quitte Cologne pour Strasbourg, où Schmitz vient d’être nommé architecte de la cathédrale, et exerce au sein de la Fondation de l'Œuvre Notre-Dame en tant que technicien. Dans le cadre de cet emploi il dirige d’abord la restauration du mur sud de la nef et des arcs-boutants, ce qui lui vaut d’être nommé conducteur de travaux en 1898. Parallèlement, Knauth s’intègre à la vie strasbourgeoise, épousant en 1892 Matilde Holtzmann, fille d’un aubergiste local, dont il aura deux enfants : Jean Émile Ignace en 1895 et Joseph Heinrich en 1898. En 1902 il compte parmi les initiateurs du Straßburger Münsterverein, aujourd’hui Société des amis de la cathédrale de Strasbourg, et de sa revue scientifique, le Münsterblatt (aujourd’hui Bulletin de la Cathédrale de Strasbourg), qui paraît pour la première fois en 1903.
L’architecte Ludwig Arntz (de), qui avait succédé à Schmitz en 1895, ayant démissionné en 1904 à la suite d’un conflit avec le chapitre de la cathédrale, Knauth devient architecte en titre de la cathédrale le 1er avril 1905. Cette nomination est acclamée par les ouvriers de l’Œuvre Notre-Dame, qui organisent une grande fête nocturne et un défilé en son honneur. L’essentiel de son activité se concentre alors sur le massif occidental, dont il dirige non seulement une restauration d’ampleur de la façade entre 1907 et 1911, mais où il se préoccupe surtout de la consolidation du pilier nord soutenant la haute-tour, qui sera le chantier de sa vie et celui pour lequel il restera connu en tant que « sauveur de la tour de la cathédrale ». En effet, il conçoit et concrétise un audacieux et novateur chantier souterrain consistant à envelopper le pilier principal d'un corset de béton armé. À partir de 1904, il cumule ces fonctions avec celles de conservateur des monuments historiques d’Alsace, dans le cadre desquelles il supervise les restaurations de la collégiale de Colmar, de celle de Thann, ainsi que de l’église Saint-Georges de Sélestat.
La Première Guerre mondiale constitue un tournant pour Knauth, à la fois dans sa vie privée et dans sa vie professionnelle. Dans un premier temps il perd ses deux fils : Joseph tombe à Focșani, sur le front roumain, le 12 août 1917, tandis que son frère Jean, capturé par les Russes, meurt du typhus à Irkoutsk le 11 novembre 1919. En plus de ces deuils, Knauth doit faire face au sentiment anti-allemand et aux mesures d'expulsions mises en place par la nouvelle administration française : les ouvriers d’origine allemande de l’Œuvre Notre-Dame sont remplacés par des Français, qui refusent de travailler sous les ordres d’un Allemand et avec lesquels Knauth entretient donc des relations tendues. Il bénéficie toutefois du soutien sans faille du Commissaire général Alexandre Millerand, qui le fait rétablir dans ses fonctions de conservateur des monuments historiques d’Alsace, dont il avait été défait. La Commission française des monuments historiques estime également que la présence de Knauth est alors indispensable pour l’exécution des travaux de consolidation de la haute-tour et souhaite qu’il poursuive et achève ceux-ci. Le maire de Strasbourg, Jacques Peirotes, fait alors savoir à Knauth qu’il est tout disposé à le maintenir à son poste, à condition toutefois qu’il prenne la nationalité française, à laquelle il peut prétendre du fait de son mariage avec une Alsacienne. Malgré les sollicitations répétées du maire en ce sens en 1919 et 1920, Knauth accuse une fin de non-recevoir à cette demande, justifiant son refus du fait de la mort de ses enfants et qu’il ne pouvait « changer de nationalité comme de chemise, quoique cela soit d’un usage assez courant chez certaines catégories de gens ».
La patience de Peirotes et du conseil municipal s’effrite au cours de l’hiver 1919, la presse leur reprochant de maintenir des Allemands à des postes de responsabilité, tandis que sur le chantier les rapports de Knauth avec ses ouvriers ne s’améliorent pas, ceux-ci lui reprochant de ne leur adresser la parole qu’en allemand, alors qu’il parle très bien l’alsacien. Peirotes cesse de soutenir Knauth en octobre 1920 et propose au préfet de le remplacer par Clément Dauchy, architecte de la ville qui s’est fait remarquer en 1918 par la rapidité et la diligence avec laquelle il a retiré ou masqué les monuments allemands de Strasbourg. Knauth, par ailleurs, ne peut plus bénéficier du soutien de Millerand, qui a regagné Paris en mars pour devenir Président du Conseil ; son remplaçant, Gérard Alapetite, sous l’influence de Robert Danis, fonctionnaire parisien qui vient d’être nommé directeur de l'Architecture et des Beaux-arts en Alsace-Lorraine, révoque Knauth le 7 janvier 1921 pour « grossières erreurs de service » et le fait expulser d’Alsace. Knauth conteste ces décisions devant le tribunal de Colmar, mais perd son procès et doit prendre le chemin de l’exil. Il s’installe alors à Gengenbach. Sans revenus, les Français refusant de lui payer sa pension de retraite, il travaille un moment en tant qu’expert en bâtiments publics pour l’administration du Duché de Bade. Il poursuit également ses activités intellectuelles, effectuant des recherches sur Erwin de Steinbach et donnant des conférences à l’université de Francfort, dont il est fait docteur honoris causa en 1922. Il meurt peu après, le 8 février 1924, et est enterré au vieux cimetière d’Offenbourg.

## Réalisations

### Le sauvetage de la flèche de la Cathédrale de Strasbourg

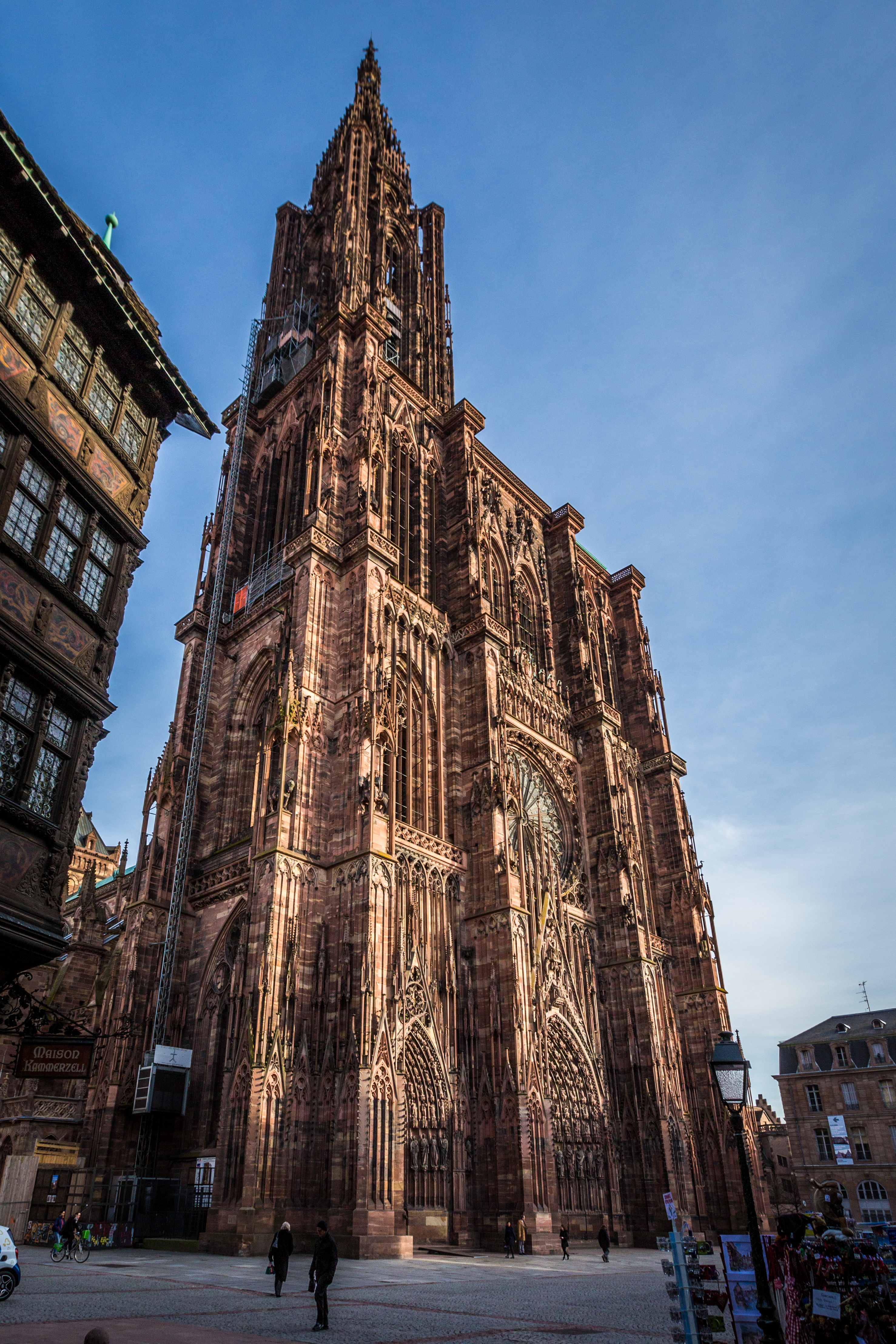
La flèche nord de la cathédrale.

Le gros pilier de la tour nord date des XIIIe et XIVe siècles et doit supporter la charge de la tour - soit 7 500 tonnes. Le pilier et ses fondations, qui remontent au XIe siècle, n’étaient pas prévus pour porter une tour aussi élevée, conçue et construite seulement entre 1399 et 1439. Les murs de fondations sont en outre tous fissurés. On peut même percevoir un net fléchissement de la tour, accompagné de fissures visibles dans le premier pilier nord de la nef.
Dès 1903, Knauth tire la sonnette d’alarme : pour lui, ces fissures sont dues à la transmission des charges qui relient le premier pilier de la nef au gros pilier du narthex qui soutient la tour. L’effondrement de la tour apparaît dès lors comme une catastrophe prévisible à plus ou moins brève échéance. Il établit en 1911 un projet de renouvellement total des fondations du gros pilier en collaboration avec les entreprises Wagner et Schürch de Strasbourg et de Kehl. On ferme donc provisoirement l'arrière de la nef par une palissade. La Société des amis de la cathédrale de Strasbourg, grâce au soutien de l’empereur Guillaume II, organise une loterie pour collecter des fonds destinés à financer les travaux qui peuvent commencer dès 1912. Il s’agit d’envelopper le gros pilier dans un corset en béton armé et de le stabiliser au sol par des vérins hydrauliques qui en maintiennent la charge pendant le remplacement des anciennes fondations par de nouvelles fondations en béton.
Les travaux se poursuivent pendant la Première Guerre mondiale, en dépit de graves difficultés résultant notamment d’une réduction sensible des effectifs de la main-d’œuvre. Après la mise à l’écart de Knauth, Clément Dauchy puis Charles Pierre mènent le chantier à son terme en 1926.

### Autres réalisations

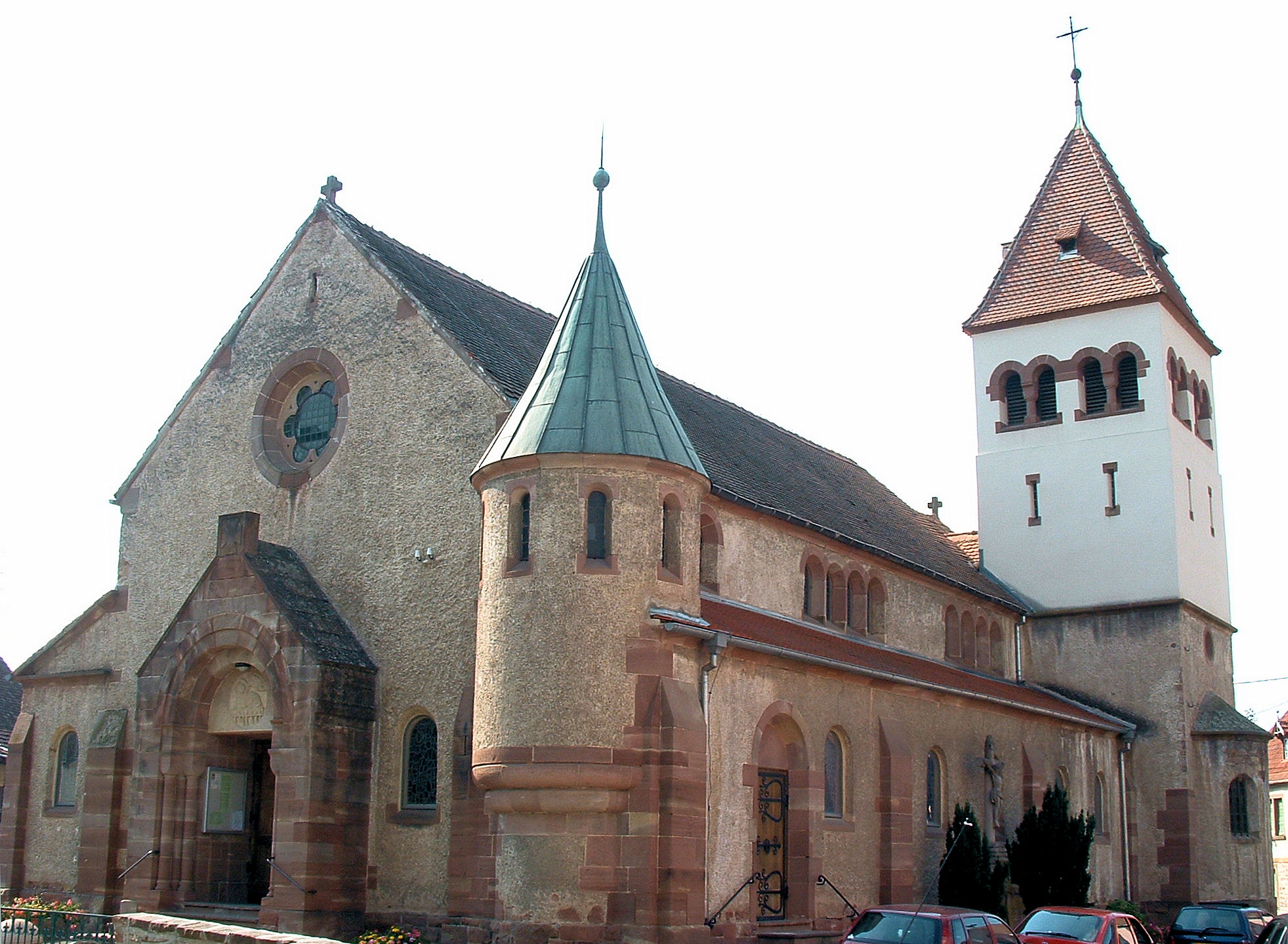
Avolsheim - L'église Saint-Materne

En tant qu’architecte de la cathédrale de Strasbourg, Knauth déploie une intense activité et entreprend d’importantes restaurations du décor extérieur de la façade principale de la cathédrale - notamment la galerie des Apôtres, les anges musiciens, plusieurs parties de la rose. On lui doit également l’installation d’un système de chauffage et l’édification du vestibule en style néo-gothique côté nord de la nef.
Knauth est aussi sollicité pour superviser les travaux de restauration entrepris à la collégiale Saint-Martin de Colmar (1903), à l’église Saint-Georges de Sélestat (1909) et à l'église Saint-Nicolas d'Überlingen (1913). Il conçoit en 1911 l’église paroissiale d’Avolsheim de style néo-roman, caractérisée par son étonnant plafond de bois qui tient à la fois du néo-scandinave et du Jugendstil. Elle est destinée à remplacer le Dompeter.

## Hommages

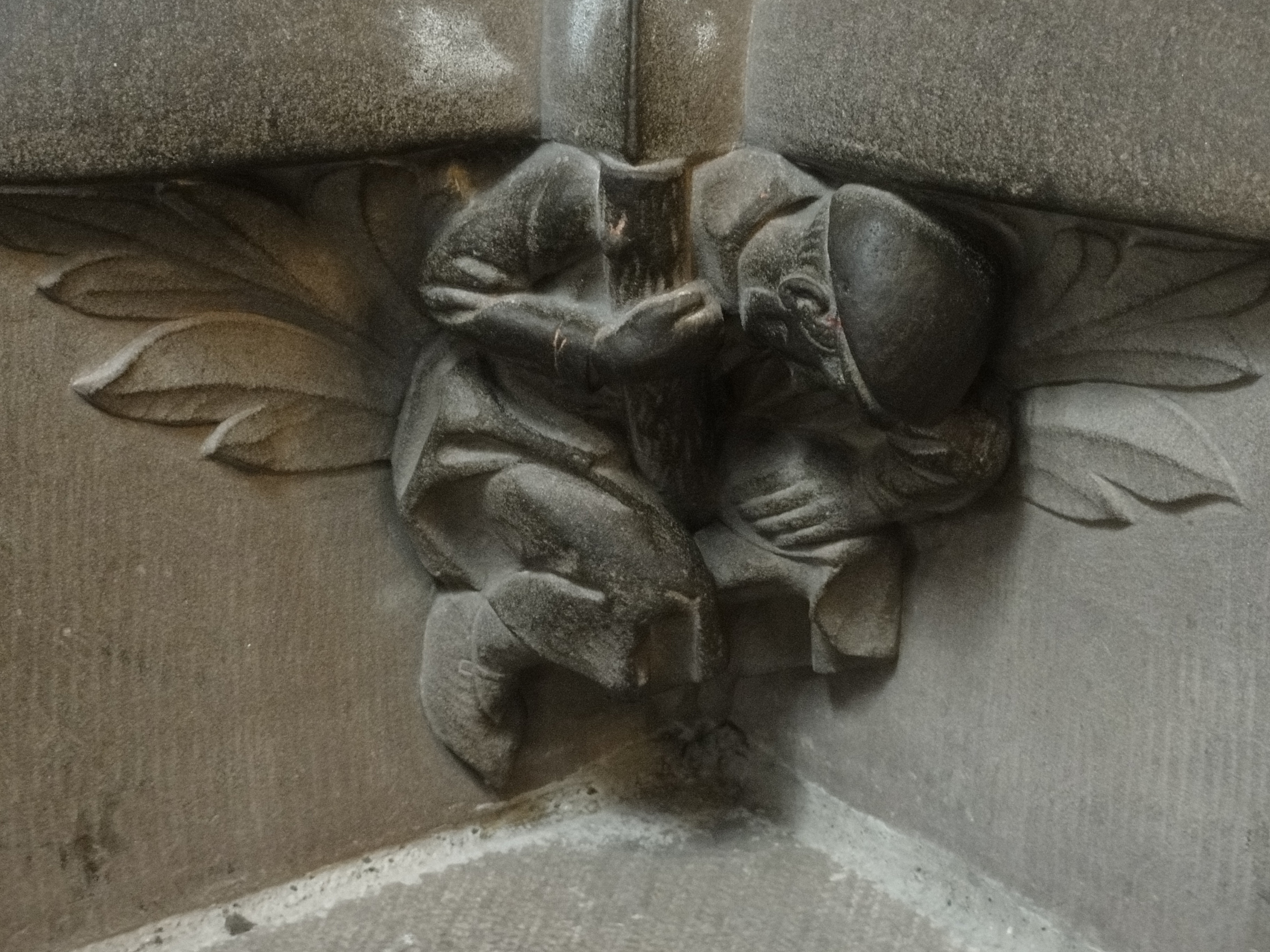
Atlante à la base d'un pilier de la nef, parfois identifié avec Johann Knauth

Deux ans après sa mort, en 1926, la Ville de Strasbourg fête l’accomplissement des travaux de sauvetage de la tour de la cathédrale sans mentionner le nom de l’architecte allemand. Toutefois, selon la tradition, il est représenté à la base du second pilier nord sous la forme d’un petit homme en casquette en train de soulever le pilier à l’aide d’une bûche.

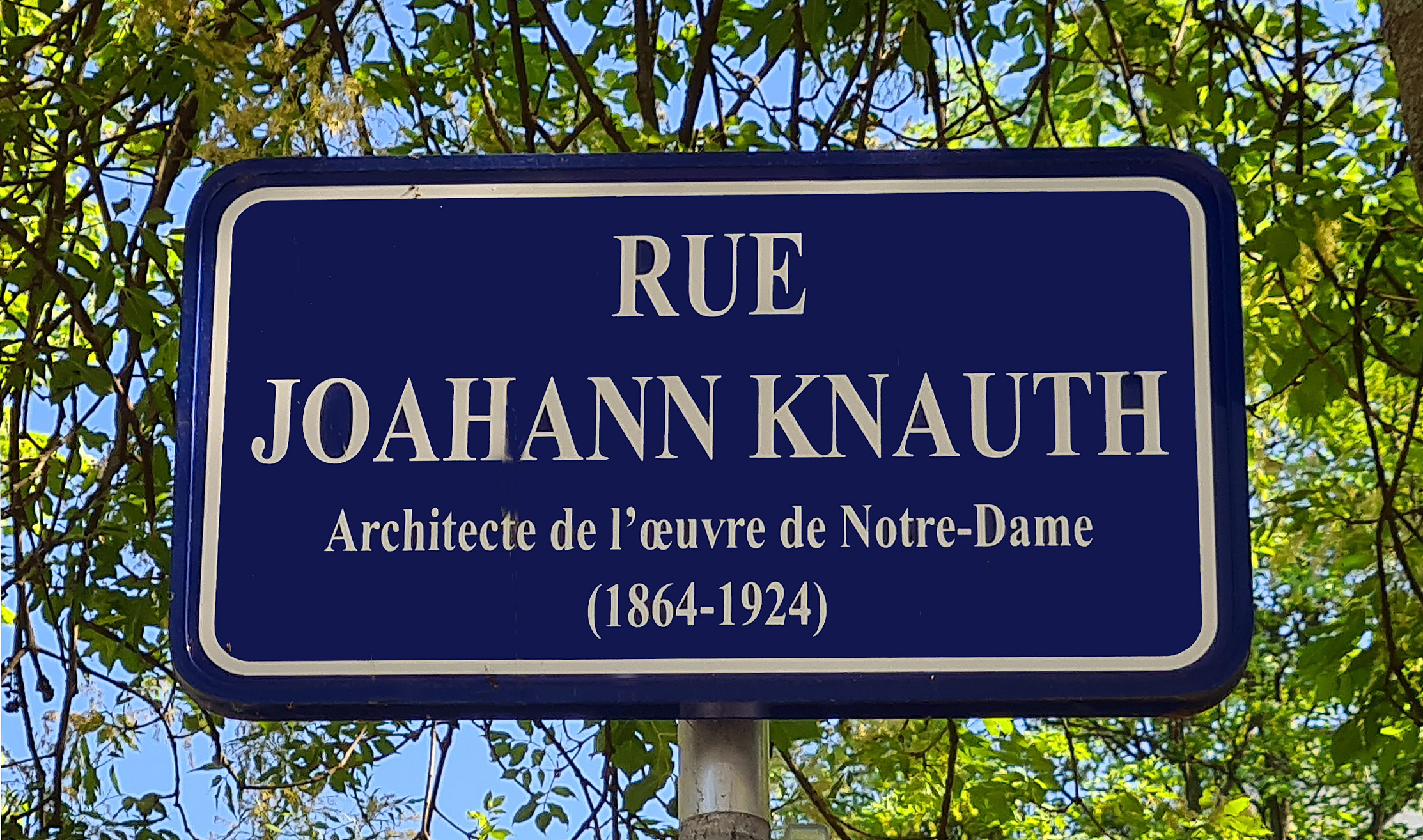
Plaque de rue à Strasbourg.

La ville de Strasbourg lui rend hommage en 1974 en choisissant de baptiser en son nom l’une des rues du quartier des « bâtisseurs de Cathédrales ». En 1976, une exposition commémore son œuvre au Musée de l’Œuvre Notre-Dame. En 2014, pour le 150e anniversaire de sa naissance et le 90e anniversaire de sa mort, une sculpture en bronze est commandée au maître d’art en ferronnerie Pierre Gaucher. Elle est installée sur la façade du bureau de poste, place de la Cathédrale, à l’initiative de la Ville de Strasbourg et de la Société des amis de la cathédrale de Strasbourg et inaugurée le 27 juin 2015 par le maire de Strasbourg, Roland Ries, à l’occasion des célébrations du millénaire des fondations de la cathédrale.